# Centrale nucléaire de Narora
La centrale nucléaire de Narora est située dans le district de Bulandshahr au bord du Gange. Le propriétaire et exploitant de ce site est la Nuclear Power Corporation of India Ltd.

## Description
La construction de cette centrale, qui comprend aujourd'hui deux réacteurs de 220 MWe, avait été lancée en 1980 par Indira Gandhi. Le site est situé sur une zone à forte sismicité. La ville de Narora est à environ 150 km de Delhi dans l'État de Uttar Pradesh.

La formation des techniciens est faite dans le cadre d'un école spécialisée :
- Atomic Energy Central School à Narora.